# II. Harald dán király
II. Harald Svensson vagy Harald Svend (989 – 1018) Dánia királya volt 1014 és 1018 közt.
I. Svend király és Gunhilda fiaként az ország régense volt, amikor apja II. Æthelred angol király ellen harcolt. Meg is hódította Angliát, de hetekkel később (1014. február 3-án) meghalt, és így Harald lett a király. Életéről keveset tudunk, korai halála után testvére, II. (Nagy) Knut követte a trónon.